# Stereospermum strigillosum
Stereospermum strigillosum là một loài thực vật có hoa trong họ Chùm ớt. Loài này được C.Y. Wu & W.C. Yin miêu tả khoa học đầu tiên năm 1979.